# FOSSASIA
FOSSASIA là một tổ chức phi lợi nhuận hỗ trợ các nhà phát triển và các nhà hoạch định về công nghệ mã nguồn mở miễn phí. Tổ chức được thành lập năm 2009 bởi Đặng Hồng Phúc và Mario Behling. Mục đích của FOSSASIA là để phát triển, và gắn kết công nghệ mở với những thay đổi về mặt xã hội, đặc biệt đối với người dùng châu Á. Mỗi năm FOSSASIA tổ chức hội nghị thượng đỉnh một lần, thường diễn ra sau Tết Âm lịch một tháng. FOSSASIA cung cấp nguồn tài nguyên cho nhiều dự án mã nguồn mở khác nhau và tổ chức các buổi hội nghị công nghệ mở thường niên dành cho học sinh, nhà phát triển, và nhà khởi nghiệp.
Các hội nghị của FOSSASIA là cơ hội để chia sẻ kiến thức và kinh nghiệm về công nghệ mã nguồn mở và giao lưu với các thành viên khác. Các hội nghị trước đây đã được tổ chức ở Campuchia, Việt Nam và Singapore. Hội nghị tiếp theo sẽ được tổ chức tại trung Tâm Khoa học Singapore từ ngày 17 đến ngày 19 tháng 3 năm 2017, với 15 tracks trong 3 ngày
FOSSASIA có trụ sở chính tại Singapore.
Code heat
Hơn 700 người tham gia 700 người đã đăng ký trong cuộc thi Codeheat 2018/19 và học cách tham gia vào cộng đồng nhà phát triển FOSSASIA. 2000+ yêu cầu kéo sáp nhập Hơn 2000 yêu cầu kéo đã được hợp nhất trong cuộc thi năm ngoái. Những người tham gia cũng đã gửi báo cáo scrum, viết bài đăng trên blog và tạo các dự án hoàn toàn mới trong cộng đồng FOSSASIA. 35 cố vấn Người cố vấn là nhà phát triển, kỹ sư, sinh viên đại học, giáo sư và nói chung là những người đóng góp thích chia sẻ và là một phần của cộng đồng nguồn mở của chúng tôi. Họ giúp tạo ra phần mềm tốt hơn cho một thế giới tốt hơn và công bằng hơn.

## Dự án
Tổ chức cung cấp tài nguyên, gây quỹ cho các dự án, và tổ chức các buổi họp mặt cũng như trại hè công nghệ. Có hơn một nghìn thành viên của FOSSASIA làm việc cùng nhau tại các dự án như Open Event, Susi AI và Loklak trên GitHub.

### Open Event
Dự án Open Event của FOSSASIA được thiết kế để tiện lợi hoá quá trình thiết kế sự kiện, quảng bá, xuất bản, và bán vé tham dự. Dự án được chia làm bốn phần, bao gồm cấu trúc của một sự kiện, hệ thống quản lý sự kiện, ứng dụng di động tạo sự kiện, và ứng dụng web tạo sự kiện. Dự án Open Event ban đầu được tạo ra với mục đích hỗ trợ cho việc tổ chức hội nghị hằng năm của FOSSASIA, và đã được duy trì bởi cộng đồng FOSSASIA cho đến nay

### Susi

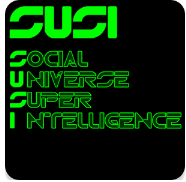
Biểu tượng cho Susi AI

Susi là một trợ lý cá nhân trong đó sử dụng các khái niệm về trí thông minh nhân tạo để giúp đỡ người sử dụng. Nó có khả năng liên kết với mạng xã hội như Twitter để có được một lượng lớn dữ liệu. Một ứng dụng Android cho Susi đang trong giai đoạn đầu của sự phát triển, và mục đích của nó là trò chuyện với người sử dụng bằng cách đưa ra những câu trả lời thông minh. Susi AI có thể tuỳ biến được và được phát triển bởi một cộng đồng các nhà phát triển.

### Loklak
Loklak là máy chủ tìm kiếm các nội dung trên mạng xã hội và phương tiện truyền thông như Twitter. Qua Loklak, người ta có thể thu thập, tìm kiếm, tải xuống, và mô phỏng hoá các tin nhắn từ một mạng lưới các mạng xã hội. Ví dụ người dùng có thể sử dụng Loklak để phân tích số lượng lớn các Tweet như một nguồn dữ liệu thống kê.

### Pocket Science Lab
Pocket Science Lab là một dự án tạo điều kiện cho các thí nghiệm khoa học mở và hệ thống dữ liệu mua lại để phục vụ cho giáo dục và nghiên cứu. Nó cung cấp một loạt các thiết bị cần thiết để thực hiện các thí nghiệm kỹ thuật và khoa học. Ví dụ như máy tạo dao động, máy phát sóng, máy đếm tần số, lập trình điện áp và cường độ điện, và ghi chép dữ liệu. Dự án được tài trợ bởi Python và đã được lấy cảm hứng từ ExpEYES.

### Hệ thống quản lý ca làm việc Engelsystem
Engelsystem là phần mềm quản lý ca làm việc và tình nguyện viên cho các sự kiện, được viết bằng PHP và ban đầu triển khai cho hội nghị CCC ở Đức. Sau đó nó được sử dụng ở FOSSASIA và được đồng phát triển bởi cộng đồng này.

### FashionTec Và Máy Dệt
Dự án FashionTec của FOSSASIA tìm cách kết hợp công nghệ vào sản xuất may mặc, cho phép người thiết kế vải trên khắp thế giới chia sẻ quy trình, mẫu, phần mềm, và bố cục phần cứng. Trọng tâm chính của FashionTec là dệt vải. Các khái niệm đằng sau FashionTec là tạo ra một thư viện cho phép sự trao đổi giữa các dự án dệt, các mẫu và hướng dẫn. Trong khi các công ty khác tập trung vào cấu trúc dệt của máy móc, FOSSASIA thông qua một cách tiếp cận khác và hỗ trợ những nỗ lực của cộng đồng.

### Susper

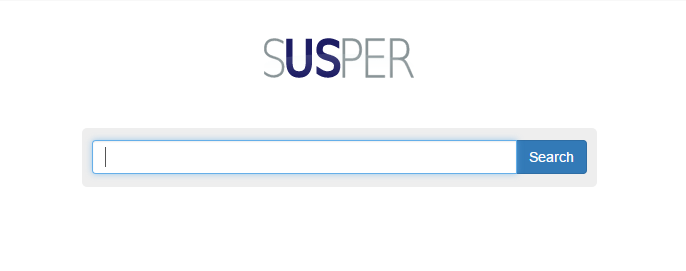
Công Cụ Tìm Kiếm Susper

Susper là một công cụ tìm kiếm phân quyền bằng cách sử dụng công nghệ tìm kiếm qua mạng ngang hàng của YaCy và ứng dụng tìm kiếm như Apache Solr để thu thập thông tin và chỉ số kết quả tìm kiếm. Công nghệ sử dụng trong Susper bao gồm YaCy, Apache Solr, Backbone.js, và Javascript.

### Các chương trình nhúng Wordpress
FOSSASIA cũng phát triển một số ứng dụng tìm kiếm cho Wordpress, một dịch vụ viết blog nổi tiếng

### Trò chơi Flappy SVG
Flappy SVG được hình thành với cảm hứng từ trò chơi di động nổi tiếng năm 2013, Flappy Bird. Nó là trò chơi bao gồm các chướng ngại vật mà ở đó người chơi có thể tự thêm nhân vật, cấp độ, và nhiều chức năng khác nhau.

### PhimpMe
Mục tiêu chính của PhimpMe là cho phép người sử dụng để lưu trữ và tải hình ảnh của họ lên các dịch vụ mã nguồn mở như Wordpress, Drupal và Joomla. FOSSASIA phát triển các ứng dụng Android và chương trình nhúng cho hệ thống quản lý nội dung.

### Linux
Linux là hệ điều hành và là nền tảng cho nhiều dự án của FOSSASIA. Qua Linux, FOSSASIA thích nghi với các giải pháp hiện tại và phân phối cho người sử dụng tất cả các nơi trên thế giới.

## Hội nghị FOSSASIA

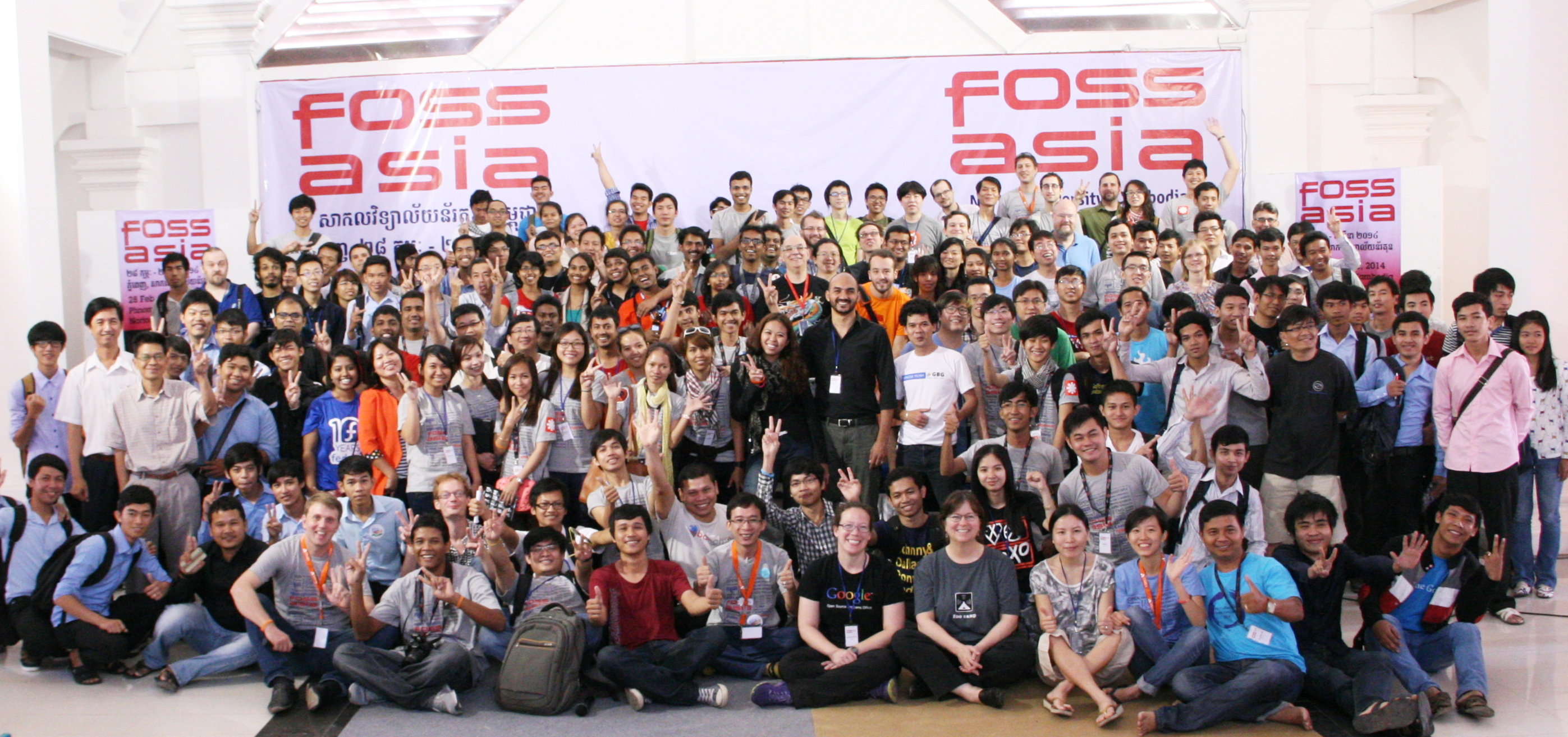
FOSSASIA 2014, Ảnh

Kể từ năm 2009, hội nghị thượng đỉnh đã thu hút hơn 3000 nhà phát triển, công ty khởi nghiệp và các chuyên gia công nghệ.

## Lịch sử

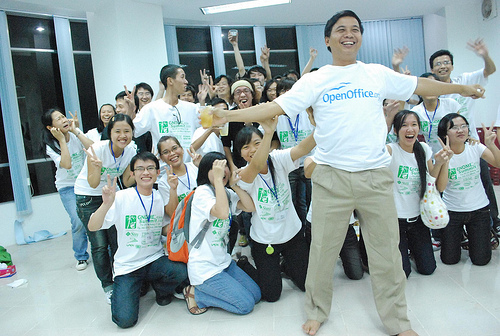
GNOME.Asia, 2009

Sự kiện đầu tiên được tổ chức bởi FOSSASIA là GNOME.Asia tại Việt Nam năm 2009 với 1400 người tham gia và 138 tình nguyện viên trong ba ngày. 60% của người tham gia là phụ nữ. Ý tưởng của Hội nghị FOSSASIA về sau được dựa trên thành công của năm 2009 này.
Năm 2010

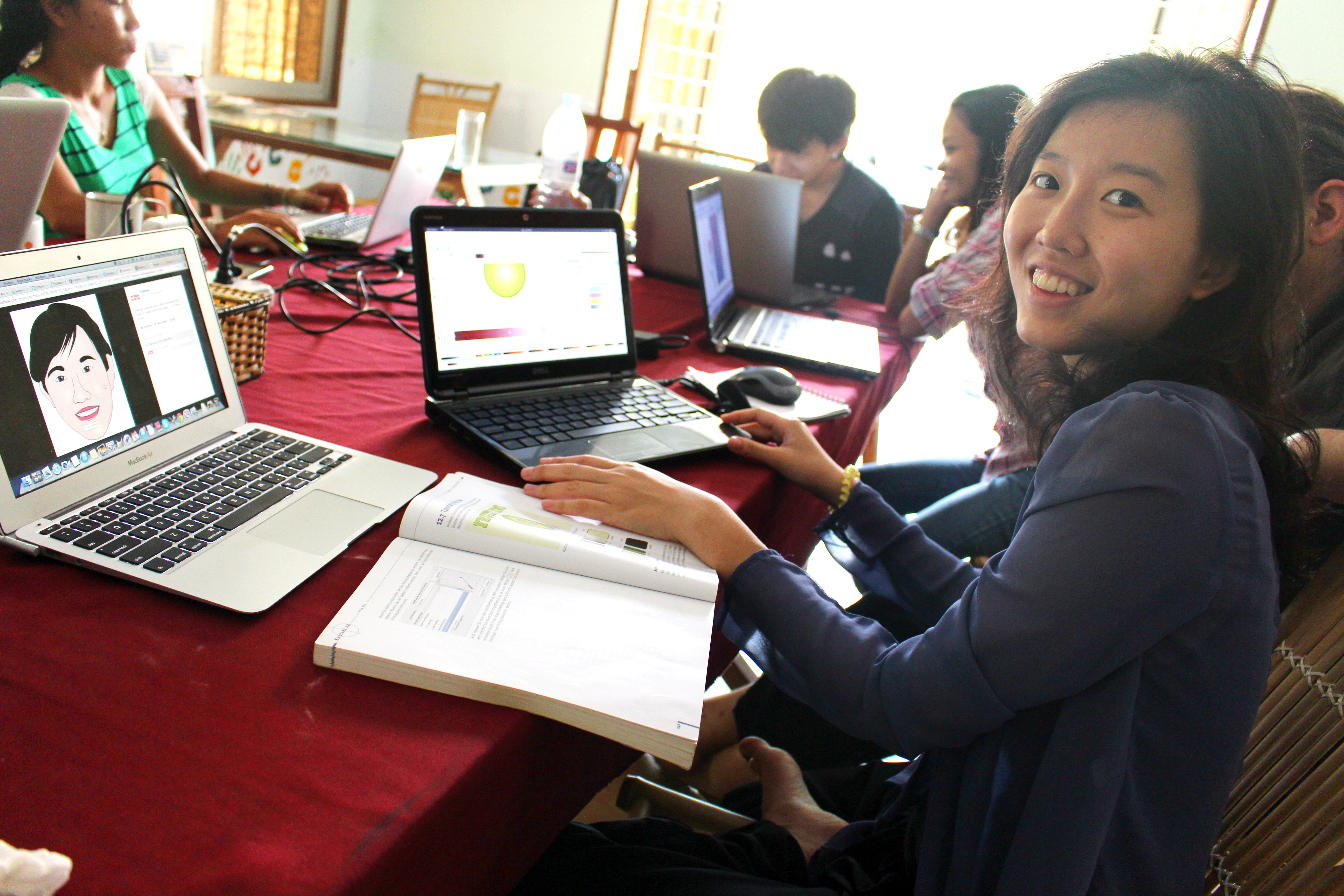
Ms Hồng Phúc Dang tại một workshop

FOSSASIA 2010 đã được tổ chức tại Trường Cao đẳng thành phố Hồ Chí Minh từ ngày 12 đến ngày 14 tháng 11 năm 2010. Mục tiêu của năm 2010 là "Điện toán nhẹ và phụ nữ trong tin học" (Lightweight Computing and Women in IT). Các diễn giả quan trọng ở sự kiện này là Jon Phillips, đến từ Thư viện Nghệ thuật Điện ảnh mở và là đồng sáng lập của Inkscape, Jan Suhr từ Crypto-Stick, Pierros Papadeas, nhà phát triển tại Fedora (hệ điều hành), Dietrich Ayala, nhà phát triển Mozilla và Michael Sec từ Sahana Eden.

### 2011
FOSSASIA 2011 được tổ chức tại Đại học Văn Lang thành phố Hồ Chí Minh vào ngày 11 và 12 tháng 11 năm 2011. Với sự tham gia của David Storti từ Sở Mã nguồn mở UNESCO, Jonas Smedegaard, nhà phát triển tại Debian, Sven Berg Ryen, đến từ Drupal, và Justin Lee, nhà phát triển điện thoại di động và cũng là nhà tổ chức Geekcamp Singapore.

### 2012
Các tuần lễ thiết kế mở của FOSSASIA đã được tổ chức tại những địa điểm khác nhau và nhiều lần ở Việt Nam vào năm 2012. Mục tiêu của các sự kiện là khuyến khích việc chia sẻ các bản thiết kế đồ họa và mã nguồn phần mềm, nội dung mở, dự án FashionTec; và để đề cao các nhà sản xuất. Diễn giả bao gồm Pierre Marchand, nhà phát triển Scribus và là nghệ sĩ; nhà thiết kế đồ hoạ Alexandre Leray, nhà thiết kế phương tiện truyền thông Stephanie Villayphou và nhà thiết kế chữ và hoạt hình Pierre Huyghebaert, đồng sáng lập của Hammerfonts.

### 2014

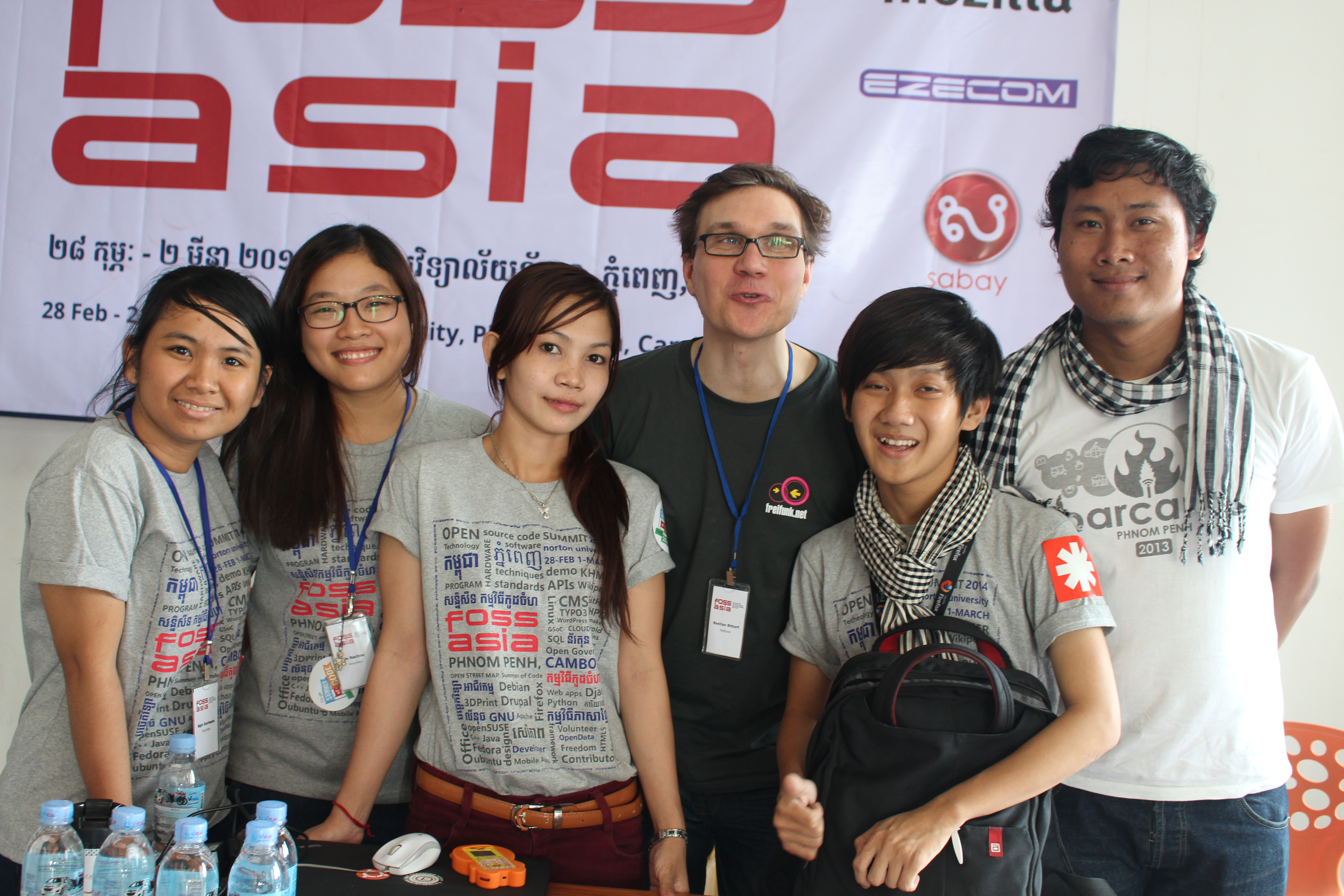
Tình nguyện viên FOSSASIA năm 2014

FOSSASIA 2014 đã được tổ chức ở Phnom Penh, Campuchia vào ngày 28/2 đến ngày 2/3 năm 2014. Sự kiện đã thu hút hơn 800 người tham dự, 71 diễn giả, 121 cuộc trò chuyện, workshop và panels trong 8 lịch trình. Diễn giả ở các sự kiện bao gồm Colin Charles, Quản lý Cộng đồng của MariaDB, Cat Allman, Quản lý Mã Nguồn Mở ở Google, Dominik Stankowski, thành viên của TYPO3, Chia-liang Kao từ cộng đồng Dữ Liệu Mở, và Bastian Bittorf từ Freifunk.

### 2015
FOSSASIA năm 2015 đã diễn ra tại Biopolis Matrix và Launchpad Campus tại toà 71 và 79, Singapore từ ngày 13 đến ngày 15 tháng ba. Diễn giả bao gồm Lennart Poettering, nhà phát triển chính của Pulse Audio và systemd; Kushal Das, giám đốc của Python; André Rebentisch, thành viên của FFII; và Julien Lavergne từ dự án Lubuntu. Các chủ đề đã được thực hiện bao gồm thiết kế thành phố thông minh, big data, và phần mềm và phần cứng mã nguồn mở. FOSSASIA 2015 đã được tài trợ bởi Google, mySQL, RedHat, Treasure Data, Python, Uptime, Mozilla, MBM, Internet Society (Singapore Chapter) và Oracle.

### 2016

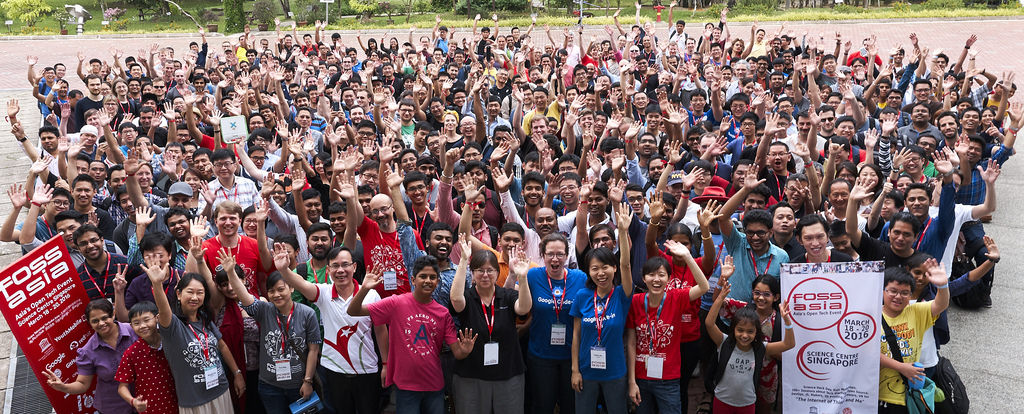
Hội nghị FOSSASIA 2016, Singapore

FOSSASIA 2016 đã diễn ra trong trung Tâm Khoa học Singapore từ ngày 18 đến ngày 20 tháng 3 với sự góp mặt của hơn 37 quốc gia. Diễn giả ở sự kiện bao gồm Cat Allman, Quản lý Mã nguồn mở ở Google; David Storti, Quản lý chương trình FOSS ở UNESCO trụ sở Paris, Mike McQuaid, kỹ sư phần mềm tại GitHub; Colin Charles, Giám đốc truyền giáo cho MariaDB; Ricky Setyawan chuyên viên tư vấn tài chính cho Singapore, Malaysia, Indonesia Brunei và Pakistan. FOSSASIA 2016 đã được tài trợ bởi RedHat, Google, GitHub, MySQL, Hewlett-Packard Enterprise, gandi.net, General Assembly và Cộng đồng Internet Singapore.

### 2017
FOSSASIA 2017 sẽ diễn ra một lần nữa tại trung tâm Khoa học Singapore từ ngày 17 đến ngày 19 tháng 3 năm 2017. Chủ đề trải rộng từ phần cứng mở, thiết kế đồ họa đến phần mềm. Hơn 15 lịch trình sẽ được thực hiện tại hội nghị thượng đỉnh, trong đó bao gồm Phần Mềm Mã Nguồn Mở, DevOps, Phần cứng, Internet và Xã Hội, Sức khỏe và Khoa học Công dân. Ngoài ra, sự kiện sẽ bao gồm một lịch trình cho trẻ em tham dự tại FOSSASIA 2017. Hiện nay, các nhà tài trợ cho FOSSASIA 2017 bao gồm MBM International và FFII.

## Codeheat

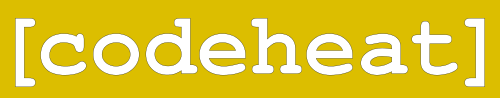
Biểu tượng cho cuộc thi Codeheat

Codeheat là một cuộc thi lập trình được tổ chức hằng năm bởi Fossasia. Những người tham gia được khuyến khích góp phần vào các dự án của FOSSASIA như Open Event Web, Pocket Science Lab (PSLab), Badge Magic Android, Meilix. Ba người chiến thắng sẽ được lựa chọn trong số mười người đóng góp để thuyết trình về công việc của họ tại hội nghị FOSSASIA 2020 tại trung Tâm Khoa học từ Singapore, và sẽ nhận được đến 600 SGD kinh phí đi lại và một vé miễn phí làm diễn giả. Ba người thắng cuộc sẽ được lựa chọn dựa trên chất lượng code của họ và những đóng góp cho những dự án. 10 người chiến thắng khác sẽ nhận được 100 SGD chi phí đi lại đến một hội nghị mà họ thích, cũng như một vé miễn phí đến hội nghị FOSSASIA. Giấy chứng nhận tham gia cũng sẽ được trao cho những thí sinh có trên 5 pull requests được chấp nhận trong suốt thời gian thi.
Codeheat được tổ chức phối hợp với UNESCO và OpenTech.

## Science Hack Day

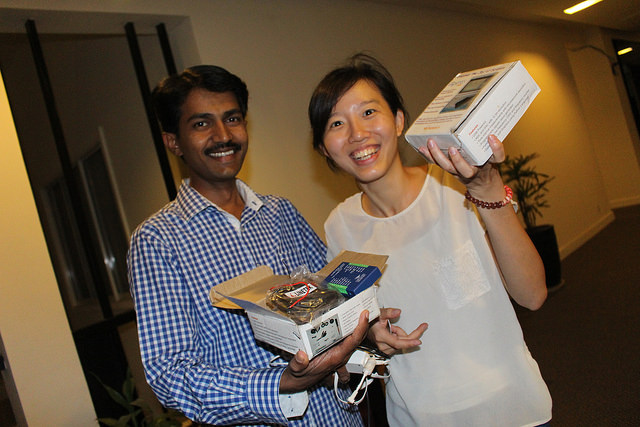
Bà Đặng Hồng Phúc tại Science Hack Day Ấn Độ

Mục đích của Science Hack Day là đưa các nhà sáng tạo, phát triển, hacker và người yêu khoa học đến với nahu để tạo ra một phát minh khoa học sau 2 ngày. Phát minh được tạo ra trong Science Hack Day có thể bao gồm phần mềm, APIs, hoặc bất cứ điều gì liên quan đến khoa học và/hoặc công nghệ. Các sự kiện Science Hack Day tổ chức bởi FOSSASIA trước đây ở Ấn Độ (Belgaum) và Singapore.

### Khoa Học Hack Ngày Ấn Độ
Science Hack Day Ấn Độ đã diễn ra tại Belgaum từ 22 đến 23 tháng 10 năm 2016. Đây là Science Hack Day được tổ chức ở Ấn Độ, và đã được tổ chức bởi FOSSASIA, Trung tâm Nghiên cứu Mhadei và Khu nghỉ dưỡng trang trại Sankalp Bhumi. Có tổng cộng 10 nhà tài trợ hỗ trợ Science Hack Day, bao gồm C-Spark, Deepak Constructions và Rachana Infotech. Các đội từ Viện Công nghệ S. G. Balekundri cuối cùng giành vị trí đầu tiên trong số 11 đội tham gia. Sản phấm chiến thắng của họ là mô hình "Pin Mặt trời theo dõi Mặt trời", nhằm tăng hiệu quả của một pin mặt trời lên tới 30 phần trăm.

### Science Hack Day Singapore
Science Hack Day Singapore đã diễn ra ở Trung tâm hội nghị Thành phố Suntec từ 11 đến 12 tháng 11 năm 2016. Sự kiện cũng đánh dấu lần đầu tiên Science Hack Day đã được tổ chức ở Singapore, bởi FOSSASIA phối hợp với trung Tâm Khoa học Singapore. Địa điểm đã được tài trợ bởi IDA Singapore kết hợp với ICM Youth Festival được tổ chức trong hai ngày. Giải thưởng 'Best Science Hack' đã được trao cho một đội từ Singapore sau hai ngày, người đã cánh tay giả điều khiển bằng EMG.

### Science Hack Day Vietnam
Science Hack Day Vietnam đã diễn ra từ ngày 13 đến 14 tháng 10 năm 2018 để phát triển các ứng dụng kỹ thuật số giải quyết các thách thức về biến đổi khí hậu và phát triển bền vững ở Việt Nam và khu vực sông Mê Kông. Sự kiện này là một thành công lớn nhờ sự hỗ trợ từ Chính phủ Malaysia, Sáng kiến Thanh niên và Chính thức của UNESCO.
24 đội dự án được thành lập trong cuộc thi. Với sự cống hiến của các thành viên trong nhóm và sự hướng dẫn từ những người hỗ trợ, tất cả các đội đã cố gắng để hoàn thành dự án của họ. Đó là thử thách cho các giám khảo để đưa ra quyết định cuối cùng của họ vì tất cả các giải pháp được đề xuất dường như là rất sáng tạo và thực tiễn. Ba đội chiến thắng là Klima Kage, Climap & Bird từ Eye View. Ngoài ra, các giám khảo cũng chọn ra ba á quân ThreeWolves, DBTFC & GreenELF, có dự án trực tiếp giải quyết các vấn đề liên quan đến biến đổi khí hậu ở Việt Nam.

## Những đóng góp
FOSSASIA khuyến khích sự hình thành và phát triển các tổ chức và các chương trình mã nguồn mở và có tham gia trong các chương trình như Google Summer of Code kể từ năm 2011 và trong Google Code-in kể từ năm 2014.

### Google Summer of Code

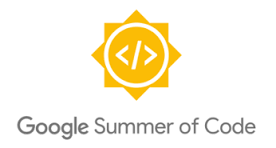
Google Summer of Code

FOSSASIA đã tham gia trong Google Summer of Code (GSoC) từ năm 2011, một chương trình của Google mà tạo cơ hội để học sinh để viết mã nguồn mở cho các dự án. Một số dự án GSoC của FOSSASIA vào năm 2019 như Phát triển các tính năng mới cho Ứng dụng tổ chức sự kiện mở hay tăng cường nhiều chức năng của Ứng dụng Android PSLab

### Google Code-in

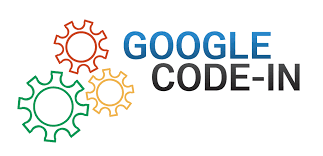
Google Code-in

Trong sáu năm, FOSSASIA đã tham gia với tư cách là một tổ chức cố vấn ở Google Code-in (GCi), một cuộc thi bởi Google nhằm giới thiệu các sinh viên tương lai đến với mã nguồn mở. Trong năm 2019, FOSSASIA là tổ chức với số lượng nhiệm vụ hoàn thành lớn thứ nhì với hơn 2000 nhiệm vụ hoàn thành. Vào năm 2019, học sinh tham gia cuộc thi với FOSSASIA cũng làm việc trên một trang web cùng nhau chia sẻ về cuộc sống của mình với các FOSSASIA và GCi. Các trang web cho cuộc thi cũng đã hoàn thành.